# Scudetto
Dans le sport italien, le scudetto (au pluriel scudetti) est un petit badge en forme d'écu (scudo en italien) avec les couleurs du drapeau de l'Italie, cousu sur le maillot des sportifs ou de l'équipe ayant au cours de la saison précédente remporté le championnat national de première division (généralement appelé la Serie A) de son sport. 
Par métonymie, le terme scudetto (ou scudo) indique également la victoire en championnat de première division italienne pour plusieurs disciplines sportives.
Le scudetto renvoie le plus souvent au fait de remporter le titre de championnat d'Italie de football, puisque ce terme et cette tradition fut au début créé pour le domaine footballistique, bien que le scudetto soit aujourd'hui appliqué dans d'autres sports.

## Origines
Dans le football, la première équipe à avoir utilisé le scudetto après une victoire en championnat fut le Genoa CFC, qui en 1924 apposa une distinction en forme d'écusson sur son propre maillot, pour célébrer sa victoire après son neuvième championnat. La forme de l'écusson de l'époque était comme l'actuelle, mais était surmonté de la couronne de Savoie, symboliquement égale au drapeau italien de l'époque: il avait dans la zone centrale blanche le symbole savoyard: une croix blanche sur un fond rouge. Cet emblème subsista jusqu'à la saison 1926-1927, lors du premier scudetto remporté par le Torino.
Depuis l'année 1927-1928 et le nouveau scudetto du Torino, et ce jusqu'à la saison 1942-1943, le scudetto fut accompagné des faisceaux (en italien Fascio Littorio), symbole du régime fasciste. Ce fut à partir de ce moment et ce jusqu'à présent qu'une victoire en championnat de football fut nommée scudetto et toutes les formations championnes d'alors apposèrent le symbole sur leur maillot.

## Autres pays

### Major League Soccer
Le système du scudetto italien fut adopté par la Major League Soccer, championnat des États-Unis. L'équipe vainqueur du tournoi peut mettre la saison suivante un bouclier où figure le drapeau des États-Unis derrière le symbole du trophée.
En 2017, le club des Sounders de Seattle, vainqueur du championnat en 2016, porte une étoile dorée avec le nombre 16 inscrit à l'intérieur au-dessus de son écusson.

### Süper Lig
Le club vainqueur du championnat de Turquie (appelé en Turquie la Süper Lig) a également la coutume de coudre un badge rond du drapeau turc.

## Autres sports

### Top 14
Depuis la saison 2012-2013 et la création du nouveau logo du Championnat de France de rugby à XV, le vainqueur porte la saison suivante un écusson doré représentant le logo du Top 14, avec la mention « champion », sur la manche.

## Autre utilisation
Les calandres des voitures de la marque italienne Alfa Romeo adoptent depuis les années 1950 une prise d'air en forme de scudetto. Cet élément de design apparu pour la première fois sur l'Alfa Romeo 1900 est devenu indissociable de la marque jusqu'à nos jours.